# إدوارد فاريل
إدوارد فاريل هو سياسي كندي، ولد في 25 سبتمبر 1842، وتوفي في 1901. حزبياً، نشط في الحزب الليبرالي في نوفا سكوشا ‏.